# Schůzka naslepo
Schůzka naslepo (v anglickém originále Blind Date) je americká filmová komedie z roku 1987. Režisérem filmu je Blake Edwards. Hlavní role ve filmu ztvárnili Kim Basinger, Bruce Willis, John Larroquett, William Daniels a George Coe.

## Obsazení
| Kim Basinger     | Nadia Gates    |
| Bruce Willis     | Walter Davis   |
| John Larroquette | David Bedford  |
| William Daniels  | Harold Bedford |
| George Coe       | Harry Gruen    |
| Mark Blum        | Denny Gordon   |
| Phil Hartman     | Ted Davis      |
| Stephanie Faracy | Susie Davis    |